# Ел Гвајабо (Росаморада)
Ел Гвајабо (шп. El Guayabo) насеље је у Мексику у савезној држави Најарит у општини Росаморада. Насеље се налази на надморској висини од 20 м.

## Становништво
Према подацима из 2005. године у насељу је живело 5 становника.

### Хронологија
| Година       | 2005 |
| ------------ | ---- |
| Становништво | 5    |

### Попис
| # | Индикатор                        | Вредност |
| - | -------------------------------- | -------- |
| 1 | Укупно појединачних домаћинстава | 1        |